# Фросаско
Фросаско (итал. Frossasco) је насеље у Италији у округу Торино, региону Пијемонт.
Према процени из 2011. у насељу је живело 2464 становника. Насеље се налази на надморској висини од 321 м.

## Становништво
Према резултатима пописа становништва 2011. у општини је живело 2.840 становника.
| 1936. | 1951. | 1961. | 1971. | 1981. | 1991. | 2001. | 2011. |
| ----- | ----- | ----- | ----- | ----- | ----- | ----- | ----- |
| 1.196 | 1.284 | 1.250 | 1.660 | 2.209 | 2.585 | 2.707 | 2.840 |